# يوشينو
يوشينو (باليابانية: 吉野町) هي قرية تقع في مقاطعة يوشينو، محافظة نارا، اليابان.
يُقدر التعداد السكاني للقرية لعام 1 سبتمبر 2007بـ9397 نسمة، بكثافة سكانية تبلغ 97.93 شخص لكل كيلومتر مربع. مجموع المساحة يبلغ 95.96 كيلومتر مربع.

## روابط خارجية
- الموقع الرسمي (باليابانية)